# پاتریک وورل
پاتریک وورل (انگلیسی: Patrick Würll؛ زادهٔ ۱۶ اوت ۱۹۷۸) بازیکن فوتبال اهل آلمان است.
از باشگاه‌هایی که در آن بازی کرده‌است می‌توان به باشگاه فوتبال بایرن مونیخ ۲، باشگاه فوتبال هولشتاین کیل، باشگاه فوتبال دینامو درسدن، باشگاه فوتبال یان رگنسبورگ، باشگاه فوتبال کیکرز اوفنباخ، و باشگاه فوتبال بایرن مونیخ اشاره کرد.